# Glutra
Glutra — норвезький вантажно-пасажирський пором. Перше у світі судно, двигун якого має здатність використовувати як паливо зріджений природний газ (не враховуючи газових танкерів, призначених для перевезення самого ЗПГ).
Судно, введене в експлуатацію у лютому 2000 року, спорудили на норвезькій корабельні Langsten Yard для місцевого оператора поромних ліній Fjord1. Воно призначене для здійснення рейсів за маршрутом Solsnes — Afarnes у фіордах західного узбережжя Норвегії та первісно було здатне перевозити 300 пасажирів і 86 автомобілів (належить до класу RoPax). Згодом ці показники були збільшені до 345 пасажирів та 120 автомобілів.
Головною особливістю судна стала його енергетична установка, яка складається з чотирьох двигунів Mitsubishi GS12R-PTK. Використання нею зрідженого природного газу дозволяє істотно зменшити шкідливі викиди (сполуки сірки, оксиди азоту, діоксид вуглецю). На випадок неможливості поповнення запасів ЗПГ, судно було обладнане резервним дизельним двигуном.